# Freddy Fermín
Freddy Antonio Fermín (Puerto Ordaz, 16 maggio 1995) è un giocatore di baseball venezuelano, di ruolo catcher, che gioca per i San Diego Padres (MLB).
In precedenza, in MLB ha giocato anche per i Kansas City Royals.